# Órtese

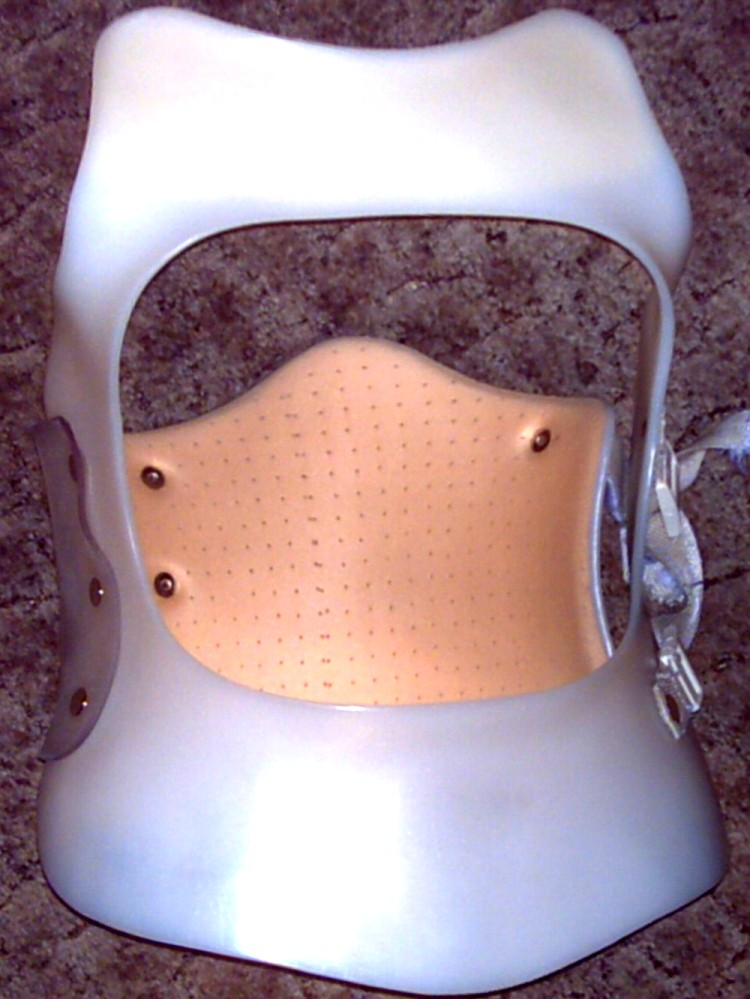
Exemplo de uma órtese para correção de coluna e costelas.

Uma órtese(pt-BR) ou ortótese(pt-PT?), conforme definição ISO, é um apoio ou dispositivo externo aplicado ao corpo para modificar os aspectos funcionais ou estruturais do sistema neuro músculo-esquelético para obtenção de alguma vantagem mecânica ou ortopédica. Refere-se aos aparelhos ou dispositivos ortopédicos de uso provisório ou não, destinados a alinhar, prevenir ou corrigir deformidades ou melhorar a função das partes móveis do corpo. Exemplo: O aparelho dentário ortodôntico é uma órtese, pois corrige a deformidade da arcada dentária (orto=reto, correto), já a dentadura ou um implante dentário é uma prótese pois substitui o órgão ou sua função (substitui os dentes).
São exemplos de órteses: palmilha ortopédica, óculos, tutores, joelheiras, coletes, munhequeiras, entre outros.
Em Portugal estes dispositivos são prescritos por profissionais da área médica e são estudados, projetados e fabricados por ortoprotésicos.
Diferenciam-se principalmente de uma prótese pelo fato de não substituir o órgão ou membro incapacitado.

## Etimologia
A palavra órtese deriva do grego ortho (ορθως), que significa reto.

## Tipos de órteses
Podem classificar-se em quatro tipos conforme sua função:
1. Estabilizadoras: Mantém uma posição e impedem movimento indesejado, o que dá a esse tipo utilidade como correção de pé equino, fraturas e dores, e para diminuir a amplitude articular de um segmento inflamado ou doloroso.
2. Funcionais: Também conhecidas por dinâmicas, são mais flexíveis e permitem um movimento limitado.
3. Corretoras: Indicadas para corrigir deformidades esqueléticas. Geralmente têm seu uso em idades infantis para corrigir membros em desenvolvimento.
4. Protetoras: Mantém protegido um órgão afetado.